# Puebla de la Sierra
Puebla de la Sierra ist eine zentralspanische Gemeinde (municipio) mit 93 Einwohnern (Stand: 2024) im Norden der Autonomen Gemeinschaft Madrid. 

## Lage
Puebla de la Sierra liegt im Norden der Gemeinschaft Madrid in einer durchschnittlichen Höhe von ca. 1165 m und ca. 85 km nordnordöstlich von Madrid. 

## Bevölkerungsentwicklung
| 1930 | 1950 | 1970 | 1981 | 1991 | 2001 | 2011 | 2021 |
| ---- | ---- | ---- | ---- | ---- | ---- | ---- | ---- |
| 332  | 311  | 110  | 58   | 48   | 96   | 102  | 75   |

## Sehenswürdigkeiten
- Kirche der Reinsten Empfängnis (Iglesia de la Purisima Concepción)
- Kapelle Unser Lieben Frau von 1562
- Rathaus
- Skulpturenpark

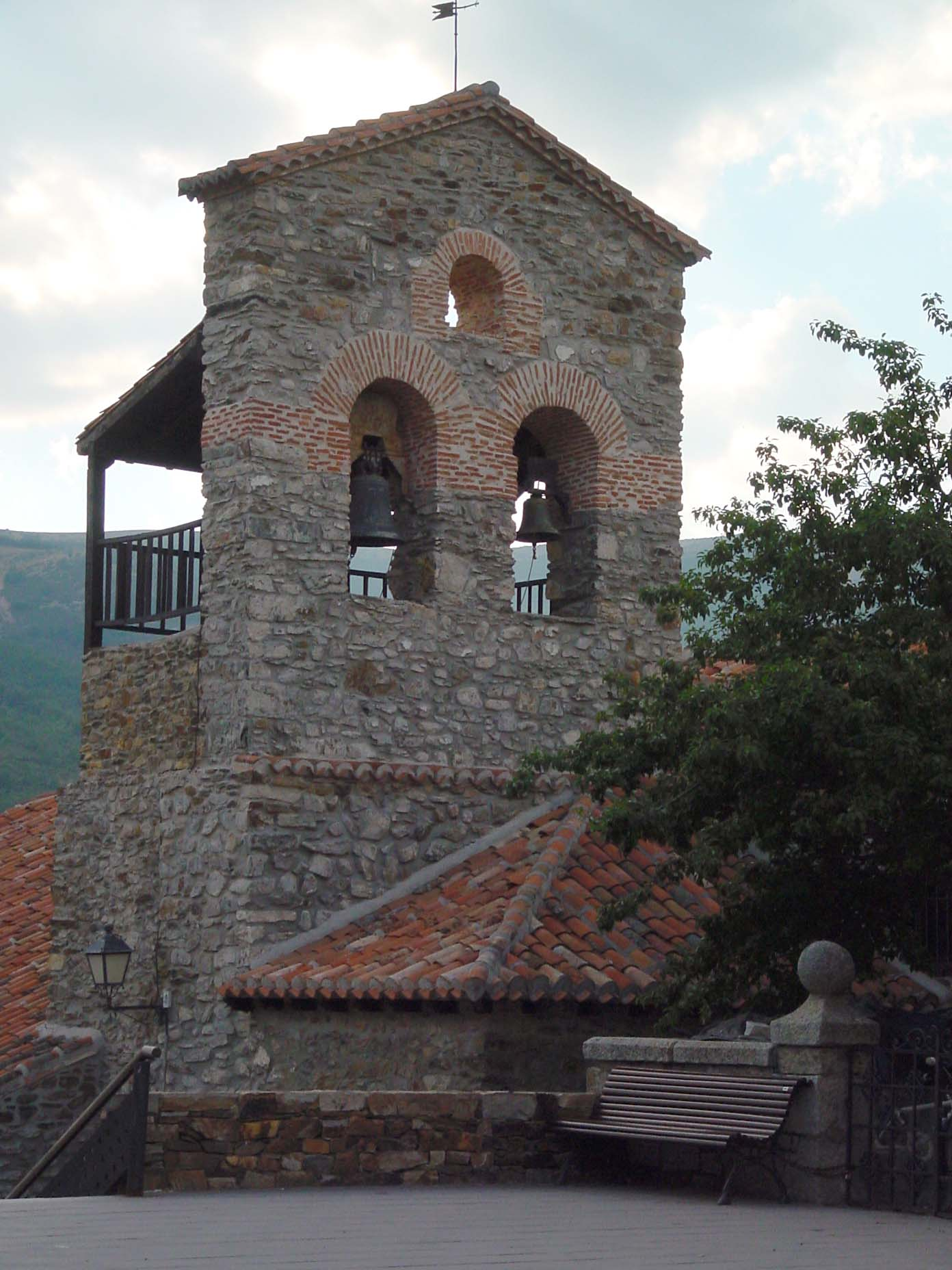
Kirche
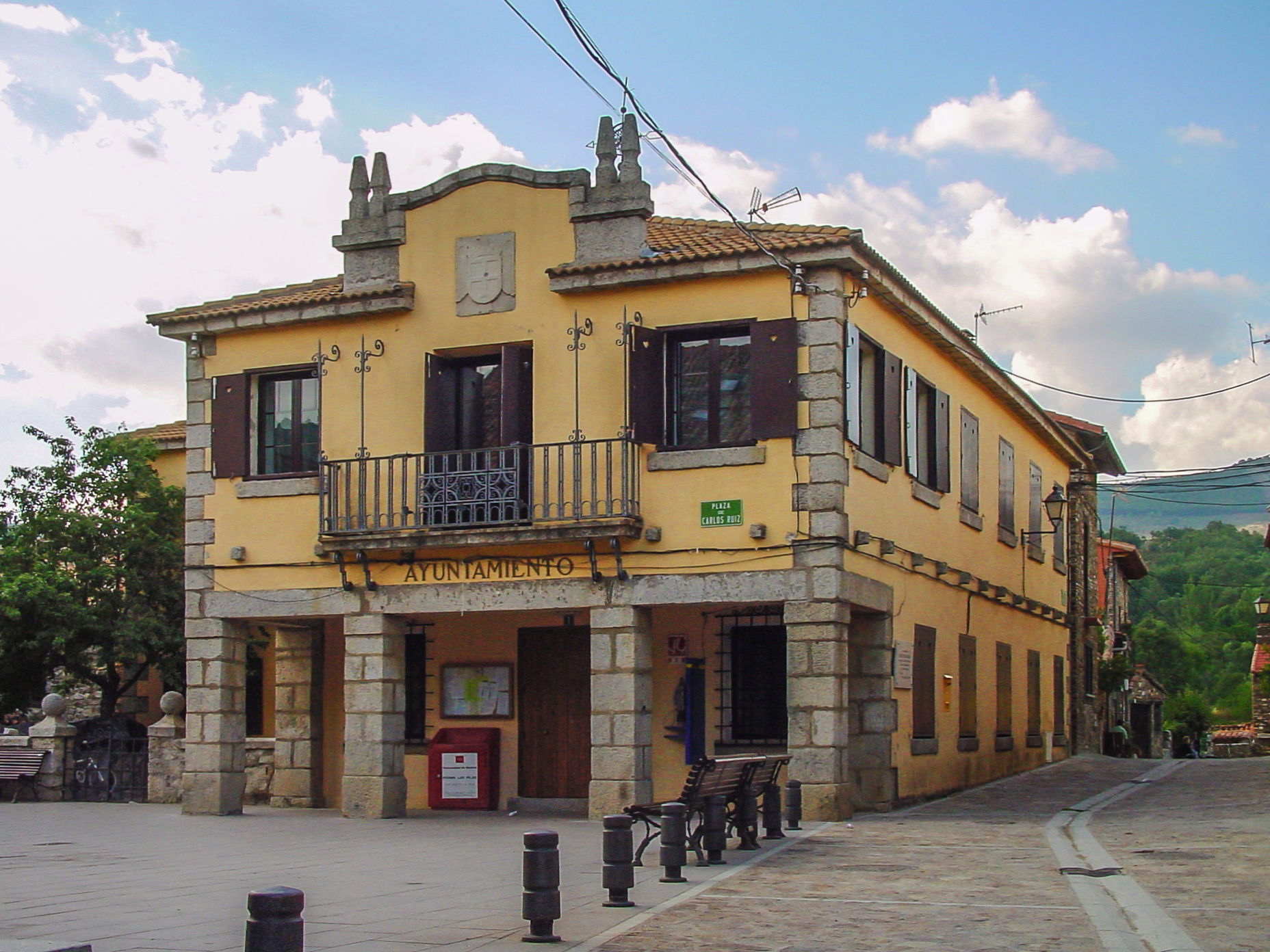
Rathaus